# Моралы, Туран
Туран Моралы (тур. Turan Moralı; 1943, Маниса, Турция) — турецкий дипломат и политик, Чрезвычайный и полномочный посол Турции в Дании (1.01.1996 - 1.01.1999), Азербайджане (19.11.2004 - 4.01.2007), Иране (8.01.1999 - 11.28.2001) и Ирландии (1.15.2007-8.31.2008).

## Биография
Туран Моралы родился 26 сентября 1943 года в Манисе, Турция. В 1966 г окончил факультет политологии Анкарского университета.

## Карьера
После окончания университета Туран Моралы поступил на службу в Министерство иностранных дел Турции в 1967 году и занимал различные должности:
- 1987—1988 гг — специальный советник министра иностранных дел Турции Месута Йылмаза
- 1996—1999 гг — посол Турции в Дании[1]
- 1999—2001 гг — посол Турции в Тегеране[3]
- 2001—2002 гг — советник в Министерстве Иностранных дел Турции
- 2002—2004 гг — Генеральный директор по вопросам международной безопасности Министерства иностранных дел
- С 2004 по 2007 г занимал должность Чрезвычайного и полномочного посла Турции в Азербайджане.[5][6] В период работы Турана Морали в Баку был открыт стратегически важный нефтепровод Баку-Тбилиси-Джейхан и запущен проект нового газопровода. Он отмечал тесное единство между Турцией и Азербайджаном, а также успехи Азербайджана под руководством президента Ильхама Алиева: «Сегодня Турецкая и Азербайджанская Республики, преодолев все препятствия и политические игры, достигли тесного единства, наши страны развиваются экономически и уверенно шагают в будущее. Благодаря успешной политике президента Ильхама Алиева, Азербайджан становится ведущим государством в регионе».[7]
- C 2007 по 2008 г занимал пост посла Турции в Ирландии.[4]
- В 2008 г Туран Моралы вышел на пенсию.